# Osio Sotto
Osio Sotto [ˈɔːzjo ˈsotːo]  (Öss de Sóta [ˈøs dɛˈsota , ˌøzdɛˈsota] in dialetto bergamasco) è un comune italiano di 12 833 abitanti della provincia di Bergamo in Lombardia.
Il comune si trova nella pianura centrale bergamasca e dista circa 10 chilometri in direzione sud-ovest rispetto al capoluogo orobico.

## Geografia fisica
Il comune di Osio Sotto si colloca sulla sponda orientale del fiume Brembo.
Confina a nord con Osio Sopra, a est con Levate e Verdellino, a sud con Boltiere e Brembate, a ovest con Filago.
Il paese fa parte dell'hinterland bergamasco.

### Sismologia
Dal punto di vista sismico il comune presenta un rischio molto basso e distribuito in modo uniforme sul territorio. Il comune è stato infatti classificato come zona 4 (bassa sismicità) dalla protezione civile nazionale.

### Clima
Il paese, come la vicina Bergamo, gode di un clima tipicamente temperato delle medie latitudini (Cfa), piovoso o generalmente umido in tutte le stagioni con estati molto calde ed inverni abbastanza rigidi tipici delle zone pedemontane. La sua vicinanza al Lago d'Iseo influisce in modo significativo sulle temperature invernali che si presentano decisamente più elevate rispetto alla media della Pianura Padana; questi fattori permettono inoltre di evitare i fenomeni di nebbia invernale.
Osio Sotto, per quanto riguarda la classificazione climatica rientra nella zona E, 2.428 GG.

## Storia
La storia del paese è strettamente legata con quella di Osio Sopra, con il quale ha condiviso gran parte delle proprie vicende storiche.

### L'antichità
I primi insediamenti stabili si verificarono in epoca romana, quando sul territorio era presente un'importante via di comunicazione che partiva dalla città di Milano e, passando dal Ponte corvo in località di Marne, giungeva fino a Bergamo. Nel capoluogo l'ultimo tratto di questa strada era chiamato appunto "via Osio", fatto che ribadiva l'importanza del borgo osiense.
In quei tempi ad Osio si verificò un'importante opera di centuriazione, con la quale si ebbe un primo sviluppo urbanistico del pagus, in cui ricoprì grande importanza la famiglia patrizia della gens Otia (o gens Oxia), da cui poi ebbe origine il toponimo.

### Il Medioevo
Con il termine dell'impero romano il territorio cominciò a spopolarsi in seguito alle invasioni barbariche, che lo resero insicuro e pericoloso. Soltanto l'arrivo dei Longobardi acquietò la situazione, che conobbe un ulteriore sviluppo con il successivo avvento dei Franchi. Questi ultimi crearono i presupposti per la formazione del Sacro Romano Impero, istituzione che diede il via al feudalesimo.
Ed è in questo periodo storico che appaiono i primi documenti scritti che attestano l'esistenza di Osio, menzionato in atti del IX e X secolo come "Osio subteriore".

Municipio

Inizialmente affidato in gestione alla diocesi di Bergamo, il territorio fu presto al centro delle mire espansionistiche delle famiglie più in vista, tanto da rendere obbligatoria la costruzione di un castello a scopi difensivi, in cui la popolazione poteva rifugiarsi in caso di attacco.
Nel mezzo di queste lotte di fazione tra guelfi e ghibellini, Osio subì una serie di incursioni, dovute alla sempre maggiore importanza che il centro andava assumendo, anche per via delle attività estrattive di salnitro (o nitrato di potassio), che veniva utilizzato nella produzione della polvere da sparo in quell'epoca. Sono documentati scontri tra le opposte fazioni nel 1299, anche se il massimo livello di recrudescenza del fenomeno si ebbe negli anni compresi tra il 1405 ed il 1407.

### L'età moderna
La situazione si tranquillizzò quando, nel 1427, Osio entrò a fare parte della Repubblica di Venezia. Questa emanò una serie di decreti, tra cui la costruzione di canali artificiali (su tutti la roggia Serio e la roggia Colleonesca) utilizzati per scopi irrigui, che permisero uno sviluppo economico trainato dall'allevamento e dall'agricoltura, con conseguente miglioramento delle condizioni sociali.
Nel 1596 Giovanni da Lezze, conte di Croce della Repubblica di Venezia, compose una particolareggiata descrizione di Bergamo e del suo territorio. Le notizie principali che ritenne scrivere a proposito di Osio Sotto furono:
lontan da Bergomo 7 milia, dal Fosso confin milanese tre milia verso la Calonica;
ha di circuito mezo milio, largo uno, vi sono alcune chiese ma destrutte.
Gente povera, tre famiglie sole de contadini che cadaun di loro può haver circa ducati 100 entrata.»
(G.Da Lezze, Descrizione di Bergamo e suo territorio. 1596)
I secoli successivi non videro più accadere episodi di rilievo ad Osio, che seguì le sorti politiche del resto della provincia, inserita nella Repubblica Cisalpina nel 1797, trasferita nel 1815 nel Regno Lombardo-Veneto ed infine definitivamente unita al Regno d'Italia nel 1859, solo nel 1810 ci fu un passaggio molto importante per la storia del paese: Napoleone fondò il Comune di "Osio Sotto e Uniti" con Boltiere e Ciserano ma l'esperimento durò pochi anni. Subito dopo la caduta dell'Imperatore i tre comuni tornarono autonomi, ma nel frattempo Osio poté ospitare, nell'attuale Piazza Agliardi, la caserma della Gendarmeria a cavallo.

### L'età contemporanea
Nel primo decennio del XX secolo in località Rasica, situata sul confine con Osio Sopra, e in località Pascolo si sviluppò un piccolo aeroporto che tuttavia ebbe vita breve, dal momento che qualche anno più tardi venne sostituito da quello sito ad Orio al Serio e tuttora operante.
Soltanto a partire dalla seconda metà del XX secolo il territorio fu interessato da un progressivo abbandono delle attività rurali, sostituite da un notevole incremento industriale. Inoltre, sempre nella seconda metà del Novecento, Osio amministra una porzione del territorio Zingonia.

### Simboli

Il gonfalone comunale

Il comune ha come simboli lo stemma e il gonfalone approvati dal consiglio comunale il 17 febbraio 1962 e concessi con decreto del presidente della Repubblica del 2 maggio 1963.
(D.P.R. 2 maggio 1963)
La composizione dello stemma vuole ricordare le continue guerre fra le fazioni guelfe e ghibelline e i saccheggi, devastazioni e incendi subiti dal paese da parte di bande di ventura.
Il gonfalone è un drappo partito di bianco e di rosso.

## Monumenti e luoghi d'interesse

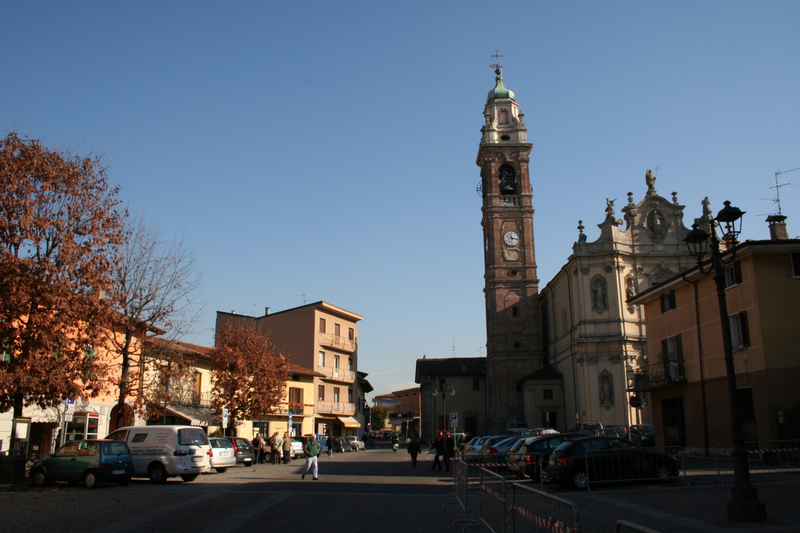
Piazza Papa Giovanni XXIII

### Chiesa di San Zenone
In ambito religioso il principale edificio è la chiesa parrocchiale di San Zenone. Edificata nel corso del XII secolo e riedificata a metà del XVIII secolo in stile barocco, presenta un'imponente facciata in barrocchetto puro progettata da Antonio Maria Pirovano e un campanile in cotto a vista. All'interno presenta numerose opere, tra le quali spiccano le statue marmoree, i dipinti di Federico Ferrario, di Giovanni Raggi e di Gioacchino Manzoni, nonché un prezioso organo Serassi del 1778 "Opus 107".
Il campanile in cotto a vista, fu iniziato nel 1715 e terminato attorno al 1765. La copertura della parte terminale fu rinnovata in rame nel 1963, con pieno rispetto delle forme originarie. Il concerto di dieci campane, il più poderoso e imponente della diocesi, era stato fuso nel 1923. Dopo la spoliazione bellica esso venne completamente rifuso e reintegrato ospita un concerto di 10 campane in Labemolle2 grave di Carlo Ottolina di Seregno nel 1950 e la campana più piccola (Do4) è stata rifusa dalla fonderia Allanconi nel 2013.
A fianco si trova la piccola chiesa dell'Addolorata, risalente al XIX secolo ed edificata in luogo dell'area della parrocchiale un tempo adibita a sepolture.

### Chiesa di San Donato
Molto interessante è la chiesa di San Donato, risalente ad un periodo compreso tra il XIV ed il XV secolo. Tuttavia il momento di maggior importanza per questo edificio fu nel XVII secolo quando, nel mezzo dell'ondata di peste di manzoniana memoria, gli abitanti si affidarono a San Donato ricevendo la liberazione dal morbo.
I lavori di ampliamento del colonnato furono eseguiti nel 1742 ma i lavori maggiori, quelli che hanno dato la forma attuale alla chiesa, furono realizzati tra la fine dell'Ottocento e il 1935. Il Santuario fu infatti allungato, alzato e sfiancato i a mo' di croce latina, fu costruita la facciata, decorata tutta la chiesa con stucchi, affreschi e quadri, tra i quali due opere dell'osiense Abramo Spinelli, e si pose mano al nuovo campanile.

### Chiesetta di San Giorgio - Saore
Merita menzione anche la chiesetta di San Giorgio, chiamata comunemente in dialetto chiesetta di Saore che, collocata in un'area posta al confine con Levate ed immersa tra i campi, pare risalire al XIV secolo.
Come attestano documenti scritti, la forma bergamasca Saore è la deformazione dialettale di ecclesia Sancti Georgii, espressione latina con cui era denominata la chiesa. La gente del tempo (si pensi al 1300-1400) più abituata al dialetto che al latino prese ben presto a riconoscere il tempietto come Santi Jori e poi con un ulteriore adattamento alle proprie esigenze fonetiche come Saiore e quindi, senz'altro, come Saore.

### Castello

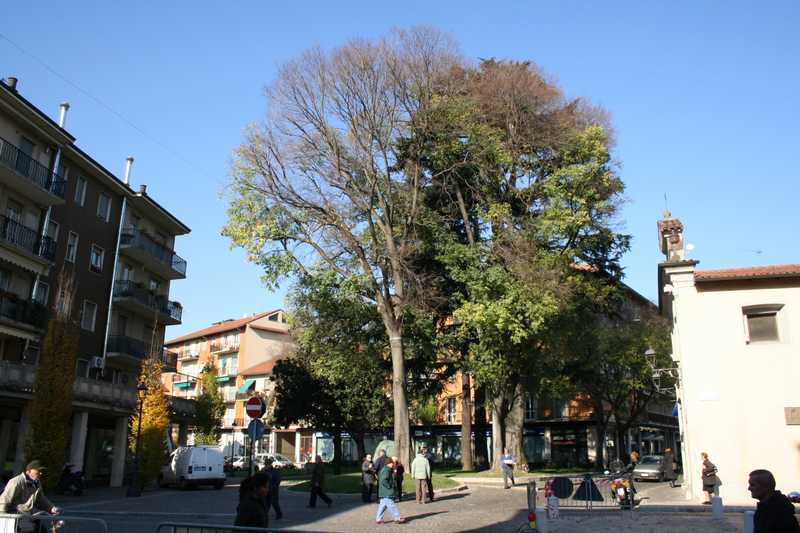
Parco Colleoni

Ad Osio esisteva un castello nel centro del paese, lo sappiamo grazie alla notizia della sua presa da parte dei Colleoni nel 1407;
Nella relazione degli ambasciatori veneti sul territorio bergamasco appena conquistato da Venezia nel 1428 laddove si attesta che terra de Usso habet modicum fortilicii, un piccolo castello, da paesotto contadino.
Numerosi atti notarili del 1400-1500 riportano che tale costruzione avesse la fossa, il muraglio, una specie di terrapieno, il ponte, una torre e un recetto
Il castello servì egregiamente da rifugio per animali e persone durante le scorrerie degli ultimi eserciti agli inizi del Cinquecento. Nel XVII secolo, però, mancando di un vero padrone il castello venne smantellato dagli abitanti, rimase solo il fossato, sempre più degradato, e ad eliminarlo ci pensò il Comune alla fine del Seicento. Nei pressi era ubicato un mulino a due ruote sulla roggia Serio Piccolo (Sère).

### Osiride addormentato
Dal 2007 è presente l'opera d'arte dello scultore Igor Mitoraj nella piazza antistante al comune. All'inaugurazione della scultura in bronzo, era presente il critico d'arte Vittorio Sgarbi, oltre allo stesso artista. L'opera andò a sostituire il vecchio monumento alla memoria dei Caduti per la Patria.

### Altri luoghi d'interesse
Nel quartiere Giardino, il più popoloso della cittadina con oltre duemila abitanti, si trovano sia la chiesetta di San Carlo Borromeo, eretta nel 1617, che l'adiacente palazzo Olmo. Tra il 1904 e il 1910 il Giardino fu sede della Colonia agricola per giovani di don Brizio Casciola, prete di idee molto avanzate per l'epoca, un sostenitore del quale era il famoso scrittore Antonio Fogazzaro il quale più volte venne in Osio in quegli anni
Necessario ricordare anche villa Alborghetti, elegante edificio costruito dall'omonima famiglia nel XVII secolo con un bel giardino, e il bosco dell'Itala, ricco patrimonio naturalistico.
Già presente nel 1754, la piccola edicola campestre del Campellino era dedicata ai morti della peste del Seicento. Alla fine di quel secolo, essendo in cattivo stato fu restaurata e si colse l'occasione per affrescarne l'interno. La tribulina era ubicata non lontano da un borgo con una segheria, una fornace e un torchio da olio mosso dall'acqua della vicina roggia Brembilla.
A nord del territorio comunale, nel 1996 è stato creato il PLIS (Parco Locale di Interesse Sovracomunale) del Brembo, noto anche come Parco del Brembo. Vi aderiscono i comuni di Boltiere, Bonate Sotto, Dalmine, Filago, Madone, Osio Sopra e Osio Sotto.
L'accordo tra i comuni definisce il parco come «oasi» naturale da riportare ai suoi tratti originari e da tramutare in scudo di fronte all'alta densità abitativa e industriale della zona a est e ovest del basso corso del fiume.

## Società

### Evoluzione demografica
Abitanti censiti

### Lingue e dialetti
Il dialetto parlato ad Osio è il bergamasco.
Usanza tipica del dialetto di Osio e di tutta la Provincia di Bergamo è quella di troncare le parole: prestinér ("panettiere"), marengù ("falegname"), sìndech ("sindaco"), francés ("francese"), inglés ("inglese"). Nel caso dei vocaboli riguardanti i lavori è frequente l'utilizzo di -ér alla fine.

## Cultura

### Musica
Degno di nota è il Corpo musicale San Donato, che tiene numerosi concerti in ambito cittadino (tra i quali il caratteristico concerto natalizio e quello in occasione della festa di san Donato) e anche nei paesi limitrofi.

### Media
Nell'episodio Zona Cesarini, della serie tv Nebbia in Val Padana con Cochi e Renato, alcune scene sono state girate allo stadio comunale di Osio Sotto.

## Geografia antropica

### Località
Secondo lo Statuto Comunale, la circoscrizione comunale non comprende frazioni.
Sono presenti comunque molte cascine e molte località rurali. Una piccola parte dell'abitato di Zingonia è località del territorio comunale.

## Infrastrutture e trasporti
Il trasporto pubblico locale è svolto dalla società TBSO mediante autoservizi che servono la zona sud-ovest della provincia di Bergamo.
Fra il 1890 e il 1953 la località era servita dalla tranvia Monza-Trezzo-Bergamo.

## Amministrazione
Di seguito si riporta l'elenco dei sindaci osiensi che si sono avvicendati dalla nascita della Repubblica ad oggi.
| CONSILIATURA | SINDACO                                          | PARTITO/LISTA CIVICA             | ELEZIONE                                                                       |
| ------------ | ------------------------------------------------ | -------------------------------- | ------------------------------------------------------------------------------ |
| 2024 -       | Corrado Quarti                                   | Lista civica “ La Margherita “   | 10/06/2024                                                                     |
| 2019 - 2024  | Corrado Quarti                                   | Lista civica “ La Margherita “   | 26/05/2019                                                                     |
| 2014 - 2019  | Edoardo Musitelli                                | Lista civica “ La Margherita “   | 25/05/2014                                                                     |
| 2009 - 2014  | Attilio Galbusera                                | Osio in Comune (LN+La Via)       | 07/06/2009                                                                     |
| 2004 - 2009  | Mirio Bocchi                                     | Lista civica “ La Margherita “   | 12/06/2004                                                                     |
| 1999 - 2004  | Mirio Bocchi                                     | Lista civica “ La Margherita “   | 13/06/1999                                                                     |
| 1995 - 1999  | Massimo Monzani                                  | Lista civica “ Noi, Osio Sotto “ | 23/04/1995                                                                     |
| 1990 - 1995  | Massimo Monzani                                  | Democrazia Cristiana             | C.C. 06/05/90 – Sindaco 05/08/90                                               |
| 1985 - 1990  | Gabriele Rossi                                   | Democrazia Cristiana             | C.C. 12/05/85 – Sindaco 19/09/85                                               |
| 1980 - 1985  | Pompeo Marra                                     | Democrazia Cristiana             | C.C. 08/06/80 – Sindaco 17/10/80                                               |
| 1975 - 1980  | Pompeo Marra                                     | Democrazia Cristiana             | C.C. 15/06/75 – Sindaco 22/08/75                                               |
| 1970 - 1975  | Carlo Levi                                       | Democrazia Cristiana             | C.C. 07/06/70 – Sindaco 05/07/70                                               |
| 1964 - 1970  | Francesco Cologni (‘64-‘67) Carlo Levi (‘67-‘70) | Democrazia Cristiana             | C.C. 22/11/64 – Sindaco 06/12/64 Cologni (dimessosi il 15/01/67) 28/01/67 Levi |
| 1960 - 1964  | Francesco Cologni                                | Democrazia Cristiana             | C.C. N.D. – Sindaco 20/11/60                                                   |
| 1956 - 1960  | Giuseppe Zucchetti                               | Democrazia Cristiana             | C.C. N.D. – Sindaco 10/06/56                                                   |
| 1951 - 1956  | Luigi Chiesa                                     | Democrazia Cristiana             | C.C. N.D. – Sindaco 10/06/51                                                   |
| 1946 - 1951  | Antonio Nosari (’46-’51) Luigi Chiesa (’51-’56)  | Democrazia Cristiana             | C.C. N.D. – Sindaco N.D. Nosari (deceduto nel ’51) 07/01/51 Chiesa             |

## Sport

### Calcio
La squadra calcistica principale di Osio Sotto è la storica A.C. Voluntas Osio Sotto, fondata nel 1929, nella stagione 2010/2011 ha militato in Eccellenza. Le partite casalinghe vengono disputate allo stadio comunale di Via Delle Industrie. I colori sociali sono il giallo ed il nero.
La compagine osiense ha toccato il punto più alto della sua storia nella stagione 2005/2006 perdendo la finale per la promozione in serie D
La società nel 2009 ha festeggiato l'80º anniversario di fondazione.
Nel luglio del 2011 la prima squadra viene sciolta dopo che l'assetto societario ha dato le dimissioni. Dalla stagione 2011-2012 la nuova società A.C. Giovani Voluntas A.S.D. si occupa solo dell'attività giovanile.
Dalla stagione 2012-2013 la nuova società ASD Voluntas Osio parteciperà al campionato di seconda categoria.

### Pallanuoto
Gruppo Nuoto Osio. La squadra femminile milita nel campionato di serie A2, mentre la squadra maschile milita nel campionato di serie C. Le partite casalinghe vengono disputate nella piscina Aquadream di Osio Sotto.

### Pallacanestro
Esiste una sezione sportiva di pallacanestro, il Basket Osio Sotto, le cui partite casalinghe si disputano presso il palazzetto Aldo Moro in via Camozzi.
Nella Stagione 1985/1986 conquistò una storica promozione in serie B (attuale Serie A Dilettanti).
Nella stagione sportiva 2009/2010 la squadra under 17 si è classificata al 2º posto del campionato provinciale FIP, dopo le "final four" tenutesi al palazzetto del comune di Verdello nei giorni di sabato 8 e domenica 9 maggio.
Negli ultimi anni la società sportiva, fondata nel 2001, si è espansa anche in diversi comuni limitrofi, fondando diversi centri minibasket con l'obiettivo di far crescere tra le proprie file giovani promettenti da inserire in futuro nella squadra senior. Attualmente, la società conta oltre 150 tesserati.

### Altri sport
Ad Osio esistono altre associazioni sportive:
- Ciclismo: Unione Ciclistica Osio Sotto
- Pallavolo: Oratorio Osio Sotto
- Podismo: Gruppo Podistico Saiòcc
- Judo: Judo club Osio Sotto
- Pesca sportiva: A.S.D. Scardolisti 1982, importante società di pesca sportiva con al suo attivo importanti risultati sia provinciali che regionali e nazionali.

A Osio, allo stadio comunale, i Lions Bergamo hanno disputato per anni le loro partite casalinghe di football americano.